# Växtmejare
Växtmejare (Phytotoma) är ett litet fågelsläkte i familjen kotingor inom ordningen tättingar. Släktet omfattar endast tre arter med utbredning från nordvästra Peru till södra Chile och Argentina:
- Peruväxtmejare (P. raimondii)
- Argentinaväxtmejare (P. rutila)
- Chileväxtmejare (P. rara)